# Minnetrista
Minnetrista é uma cidade localizada no estado americano do Minnesota, no Condado de Hennepin.

## Demografia
Segundo o censo americano de 2000, a sua população era de 4358 habitantes.
Em 2006, foi estimada uma população de 5726, um aumento de 1368 (31.4%).

## Geografia
De acordo com o United States Census Bureau tem uma área de 79,8 km², dos quais 67,6 km² cobertos por terra e 12,2 km² cobertos por água.

## Localidades na vizinhança
O diagrama seguinte representa as localidades num raio de 12 km ao redor de Minnetrista.